# Aleksandr Udałow
Aleksandr Pietrowicz Udałow (ros. Александр Петрович Удалов, ur. 9 listopada 1922 w Sormowie (obecnie część Niżnego Nowogrodu), zm. 26 lutego 2014 w Niżnym Nowogrodzie) – radziecki robotnik, Bohater Pracy Socjalistycznej (1970).

## Życiorys
W 1938 skończył szkołę i został ślusarzem w fabryce "Krasnoje Sormowo", po ataku Niemiec na ZSRR w 1941 wstąpił ochotniczo do Marynarki Wojennej ZSRR, brał udział w walkach jako marynarz łodzi podwodnej Floty Północnej. Po demobilizacji wrócił do pracy w fabryce jako ślusarz, później kierownik brygady ślusarzy, do przejścia na emeryturę w 1982 roku. Był działaczem KPZR, m.in. zastępcą członka KC tej partii. Otrzymał honorowe obywatelstwo Niżnego Nowogrodu.

## Odznaczenia
- Medal Sierp i Młot Bohatera Pracy Socjalistycznej (30 marca 1970)
- Order Lenina (30 marca 1970)
- Order Rewolucji Październikowej
- Order Wojny Ojczyźnianej II klasy (dwukrotnie - 29 listopada 1943 i 11 marca 1985)
- Medal „Za Odwagę” (9 maja 1944)
- Medal „Za pracowniczą dzielność” (dwukrotnie)